# Темпл, Дерек
Дерек Уильям Темпл (англ. Derek William Temple; род. 13 ноября 1938, Ливерпуль, Англия) — английский футболист, нападающий.

## Карьера

### Клубная карьера
Темпл родился в Ливерпуле и был членом юношеской команды «Эвертона», дебютировав в основной команде на позиции центрального нападающего 30 марта 1957 года.
В том же году он хорошо играл с Дейвом Хиксоном, но футбольное партнёрство распалось, когда Темпла призвали на национальную службу. В следующем сезоне он не смог завоевать медаль победителя лиги из-за операции на хряще, но восстановился. Темпл забил последний победный гол в матче «Эвертона» против «Шеффилд Уэнсдей» в финале Кубка Англии 1966 года. За свою карьеру в клубе он провёл 234 матча, забив 72 гола.
Темпла продали в Престон Норт Энд в 1967 году. Он провел 76 матчей в чемпионате за клуб, забив 14 голов, а затем присоединился к «Уиган Атлетик» летом 1970 года. Он провёл 40 матчей, а затем решил завершить карьеру.

### Карьера в сборной
Темпл один раз сыграл за сборную Англии в матче 12 мая 1965 года против Западной Германии, который Англия выиграла.